# БФ (трамвайный вагон)
БФ — двухосный моторный трамвайный вагон, производившийся на Коломенском вагоностроительном заводе в 1926-1929 годах. В Москве с пассажирами трамваи БФ работали до 1970 года.

## Конструкция
Трамвайный вагон БФ опирался на две одноосные поворотные тележки Беккера, оснащённые пружинным возвращающим механизмом. Первые образцы вагонов имели деревянный кузов на металлической клёпаной раме, в дальнейшем использовался кузов, состоящий из деревянных и металлических элементов. Одна из особенностей модели — сплошная конструкция крыши без светового фонаря. Изначально трамвай имел площадки без дверей, а рабочее место вагоновожатого не отделялось от площадок. В послевоенное время вагоны переоборудовали, оснащая пневматическими дверьми только по одной стороне, закрытой отапливаемой кабиной и убирали второй пост управления, превращая вагон в односторонний. Первые партии вагонов оснащались импортным оборудованием, пока не было освоено аналогичное оборудование отечественного производства.